# Phương diện quân Belorussia 3
Phương diện quân Belorussia 3 (tiếng Nga: 3-й Белорусский фронт) là một tổ chức tác chiến chiến lược của Hồng quân Liên Xô trong Thế chiến thứ hai.

## Lịch sử
Phương diện quân Belorussia 3 được thành lập vào ngày 24 tháng 4 năm 1944 theo chỉ thị của Bộ Tổng tư lệnh tối cao ngày 19 tháng 4 năm 1944, trên cơ sở cải tổ từ phần còn lại của Phương diện quân Tây (sau khi tách ra một phần để thành lập Phương diện quân Belorussia 2.
Trải qua hơn 380 ngày chiến đấu, Phương diện quân Belorussia 3 đã tiến quân trên một hành trình dài, từ khu vực cách 50 km về phía Đông Nam Vitebsk (Nga) đến Königsberg ở Đông Phổ (nay là Kaliningrad), tham gia các chiến dịch Bagration, Baltic, và Đông Phổ. Tổn thất của phương diện quân là 166.838 người chết, 9.292 người mất tích và 667.297 người bị thương, bệnh tật và mất sức chiết đấu. Mặc dù tổn thất lớn, nhưng phần lớn hoạt động của tPhương diện quân Belorussia 3 là chiến thắng, chỉ với một trong số ít những thất bại xảy ra trong Chiến dịch Gumbinnen vào tháng 10 năm 1944.
Phương diện quân Belorussia 3 được giải thể vào ngày 15 tháng 8 năm 1945 theo lệnh của Dân ủy Quốc phòng.

## Lãnh đạo phương diện quân

### Tư lệnh
| STT | Ảnh | Họ tên              | Thời gian sống | Thời gian tại nhiệm           | Cấp bậc tại nhiệm                    | Ghi chú                                                                    |
| --- | --- | ------------------- | -------------- | ----------------------------- | ------------------------------------ | -------------------------------------------------------------------------- |
| 1   |     | I.D. Chernyakhovsky | 1906 - 1945    | tháng 4, 1944 - tháng 2, 1945 | Thượng tướng (1944) Đại tướng (1944) | Hy sinh trong khi chỉ huy chiến đấu ngày 18 tháng 2 năm 1945 tại Đông Phổ. |
| 2   |     | A.M. Vasilevsky     | 1895 – 1977    | tháng 2, 1945 - tháng 4, 1945 | Nguyên soái Liên Xô (1943)           |                                                                            |
| 3   |     | I.Kh. Bagramyan     | 1897 – 1982    | tháng 4, 1945 - tháng 8, 1945 | Đại tướng (1943)                     | Nguyên soái Liên Xô (1955)                                                 |

### Ủy viên Hội đồng quân sự
| STT | Ảnh                                     | Họ tên        | Thời gian sống | Thời gian tại nhiệm           | Cấp bậc tại nhiệm  | Ghi chú |
| --- | --------------------------------------- | ------------- | -------------- | ----------------------------- | ------------------ | ------- |
| 1   | Tập tin:Макаров Василий Емельянович.jpg | V.Ye. Makarov | 1903 - 1975    | tháng 4, 1944 - tháng 8, 1945 | Trung tướng (1944) |         |

### Tham mưu trưởng
| STT | Ảnh                        | Họ tên         | Thời gian sống | Thời gian tại nhiệm           | Cấp bậc tại nhiệm                      | Ghi chú |
| --- | -------------------------- | -------------- | -------------- | ----------------------------- | -------------------------------------- | ------- |
| 1   | Tập tin:Pokrovskiy A P.jpg | A.P. Pokrovsky | 1898 - 1979    | tháng 4, 1944 - tháng 8, 1945 | Trung tướng (1943) Thượng tướng (1944) |         |

## Biên chế chủ lực

### 1 tháng 7 năm 1944

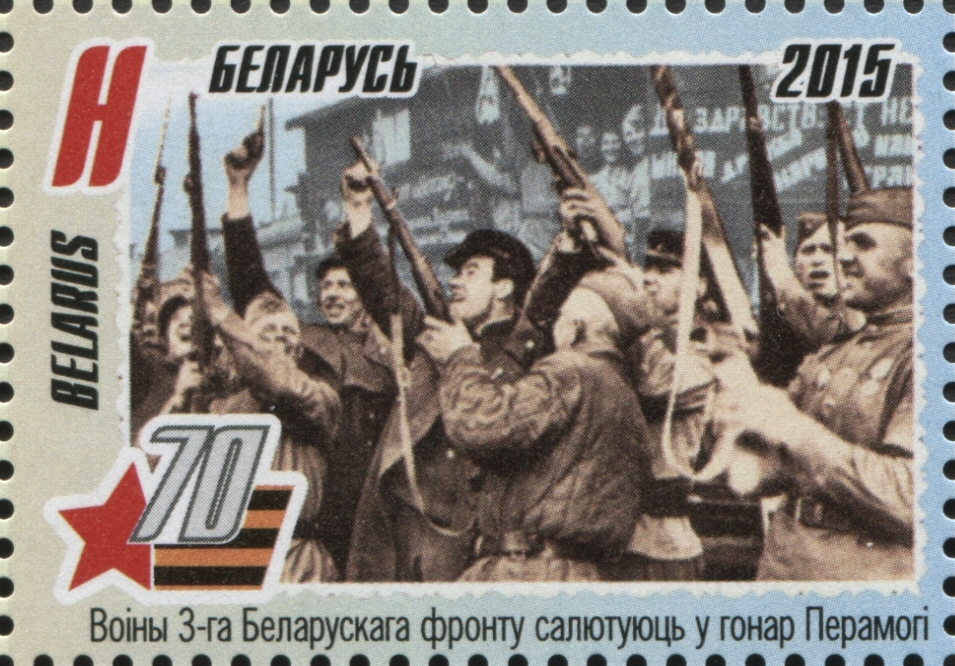
Các binh sĩ của Phương diện quân Belorussia 3 ăn mừng chiến thắng ở gần Pillau. Tem thư của Belarus kỷ niệm 70 năm chiến thắng. 2015

- Tập đoàn quân cận vệ 11
- Tập đoàn quân 5
- Tập đoàn quân 31
- Tập đoàn quân xe tăng cận vệ 5
- Tập đoàn quân không quân 1

### 1 tháng 10 năm 1944
- Tập đoàn quân cận vệ 11
- Tập đoàn quân 5
- Tập đoàn quân 31
- Tập đoàn quân 39
- Tập đoàn quân không quân 1

### 1 tháng 1 năm 1945
- Tập đoàn quân cận vệ 2
- Tập đoàn quân cận vệ 11
- Tập đoàn quân 5
- Tập đoàn quân 28
- Tập đoàn quân 31
- Tập đoàn quân 39
- Tập đoàn quân không quân 1

### 1 tháng 4 năm 1945
- Tập đoàn quân 3
- Tập đoàn quân 5
- Tập đoàn quân 31
- Tập đoàn quân 48
- Tập đoàn quân không quân 1